# Concilio di Soissons
Sotto il nome di Concilio di Soissons o Sinodo di Soissons (in latino: Concilium Suessionense) ci si può riferire ad uno dei diversi concili e sinodi cattolici che nel corso della storia si sono tenuti a Soissons, in Francia.

## Elenco dei concili di Soissons
- 3 marzo 744: convocato per ordine del re Pipino il Breve, a questo concilio parteciparono 23 vescovi, tra cui Ardoberto, vescovo di Sens, e fu presieduto da san Bonifacio. Fu coinvolto anche Carlomanno. Questo concilio condannò il predicatore mistico carismatico Aldeberto e ne ordinò l'arresto, nominò Sant'Abele vescovo di Reims e pubblicò 10 canoni[1][2] in cui:
  - fu riconosciuto il Credo niceno;
  - vennero proibiti la fornicazione e lo spergiuro ai laici e fu ordinato a tutti i sacerdoti di sottomettersi al loro vescovo, di riceverlo quando necessario, di ottenere da lui il sacro rito e il crisma e di rendere conto ogni anno della loro condotta;
  - venne proibito di ricevere chierici stranieri;
  - venne ordinato ai vescovi di estirpare il paganesimo;
  - venne ordinando che le croci di Adelberto venissero rimosse e bruciate;
  - venne proibito ai chierici di ospitare donne diverse dalle loro madri, sorelle e nipoti;
  - venne proibito ai laici di ospitare suore o di sposare la moglie di un altro uomo prima della sua morte.

- 13 novembre 833: tenutosi nella chiesa di Santa Maria, questo concilio fu presieduto da Ebbone, arcivescovo di Reims.[3] In esso fu deciso di deporre il re Ludovico il Pio e di costringerlo a confessare vari crimini.

- 26 aprile 853: tenutosi nell'abbazia di San Medardo, a questo concilio parteciparono 26 vescovi e il re Carlo il Calvo e fu presieduto da Incmaro, arcivescovo di Reims. Furono pubblicati 30 canoni[1] che dichiaravano invalidi gli atti di Ebbone durante il suo secondo episcopato, in particolare le sue nomine clericali e l'alienazione dei beni ecclesiastici.[4][5]

- 18 agosto 866: convocato dal re Carlo il Calvo, a questo concilio parteciparono 35 vescovi, tra cui Wenilone, arcivescovo di Rouen. Vennero reintegrati i chierici nominati da Ebbone.[1]

- 1092-1093 ca.: questo concilio fu presieduto da Renaud du Bellay, arcivescovo di Reims. In esso fu condannato Roscellino, maestro di Pietro Abelardo, per triteismo.[1] Gli atti di questo concilio sono andati perduti.[6]

- 6 gennaio 1115: questo concilio fu presieduto da Kuno di Urach, vescovo di Palestrina. In esso fu deciso che fossero inviati dei deputati ai certosini, ordinando loro di riportare San Goffredo alla Diocesi di Amiens.[1]

- Febbraio 1121: questo concilio fu presieduto da Kuno di Urach. In esso fu condannato l'insegnamento di Pietro Abelardo come sabellianismo senza offrirgli la possibilità di potersi difendere e costringendolo a bruciare una copia della sua Theologia Summi Boni.[1][3] In seguito Pietro Abelardo dichiarò nella sua Historia Calamitatum che aveva tentato di sostenere l'ortodossia sia contro il sabellianismo sia contro il triteismo di Roscellino.[3]

- 11 luglio 1456: questo concilio fu presieduto da Giovanni Giovenale Orsini, arcivescovo di Reims. Furono emanati una serie di canoni in cui:
  - fu ordinata l'esecuzione dei Decreti di Basilea;
  - furono confermati i termini della Prammatica Sanzione di Bourges;
  - furono promulgate varie regole sull'abito dei vescovi, sull'approvazione dei confessori e sulla vendita delle indulgenze.[1]